# Szontágh Pál (építészmérnök)
Szontagh (Ernő) Pál (Salgótarján, 1899. március 19. – Budapest, 1986. július 17.) építészmérnök.   

## Fiatalkora
Salgótarjáni evangélikus családban született. Az I. világháborúban az olasz fronton fogságba esett, 1919 novemberében jutott haza egy betegszállítmánnyal.  

## Tanulmányai
1920 és 1925 között a BME Építészmérnöki karán tanult. Édesapja 1921-ben meghalt, ezért az egyetem mellett szinte folyamatosan dolgoznia kellett. Ennek köszönhetően 1925-ben nem tudta letenni a diplomavizsgáját, így végleges építészmérnöki oklevelét csak 1935 májusában szerezte meg. 

## Munkái
Kismarty-Lechner Jenő tanítványa, majd hét éven keresztül irodájának vezetője, a budapesti Rezső téri templom építésénél munkatársa.  A debreceni hősök emlék-mauzóleumát is együtt tervezték. Lakóépületeket is tervezett, például egy ikerházat a Breznói úton nagybányai lakótelepet és Debrecenben a volt OTI bérházát (Schmitterer Jenővel). 

### Templomok
Főműve az 1936-ban elkészül salgótarjáni acélgyári templom, ami a magyar vidéki art deco építészet egyik kiemelkedő alkotása. Mellette Szontagh tervezte a borsodnádasdi-lemezgyári telep evangélikus templomát (1934) is.  
Egyes források (részben) neki tulajdonítják a  Solymári evangélikus templomot, az Alberfalvai templomot és a Remetekertvárosi templomot is. Utóbbi kettőt Kisrmarty-Lechner tervezte, így feltételezhető, hogy Szontagh részt vett a munkálatokban.  